# Ирондиквојт (Њујорк)
Ирондиквојт (енгл. Irondequoit) насељено је место без административног статуса у америчкој савезној држави Њујорк.

## Демографија
По попису из 2010. године број становника је 51.692, што је 662 (-1,3%) становника мање него 2000. године.
| Група             | 2000.          | 2010.          |
| Белци             | 47.845 (91,4%) | 43.125 (83,4%) |
| Афроамериканци    | 1.857 (3,5%)   | 3.996 (7,7%)   |
| Азијати           | 514 (1,0%)     | 662 (1,3%)     |
| Хиспаноамериканци | 1.602 (3,1%)   | 3.220 (6,2%)   |
| Укупно            | 52.354         | 51.692         |